# Формула-2 — Чемпіонат 2023
Чемпіонат Формули-2 2023 року — сезон чемпіонату світу з автоперегонів у класі Формула-2, який проводився під егідою ФІА. Чемпіонат відбудеться у період з березня по листопад та складався з 14 етапів. Сезон розпочався з Гран-прі Бахрейну 5 березня та закінчився на Гран-прі Абу-Дабі 26 листопада.
У сезоні 2023 востаннє використовуватимуться шасі Dallara F2 2018 і двигуни Mecachrome V634T, які були представлені в сезоні 2018. У 2024 році будуть представлені абсолютно нові шасі та пакет двигунів.
Феліпе Другович, переможець сезону 2022, не братиме участі у чемпіонаті.

## Команди та пілоти
Наступні команди та пілоти, які мають контракт на участь у Чемпіонаті 2023 року. Постачальник шин для всіх команд — Pirelli, а двигунів — Mecachrome. Dallara F2 2018 став єдиним болідом для участі у чемпіонаті.
| Команда               | No. | Пілот               | Етапи |
| --------------------- | --- | ------------------- | ----- |
| MP Motorsport         | 1   | Денніс Хаугер       | 1-4   |
| MP Motorsport         | 2   | Джехан Дарувала     | 1-4   |
| Carlin                | 3   | Зейн Мелоуні        | 1-4   |
| Carlin                | 4   | Енцо Фіттіпальді    | 1-4   |
| ART Grand Prix        | 5   | Тео Пуршер          | 1-4   |
| ART Grand Prix        | 6   | Віктор Мартен       | 1-4   |
| Prema Racing          | 7   | Фредерік Весті      | 1-4   |
| Prema Racing          | 8   | Олівер Берман       | 1-4   |
| Hitech Grand Prix     | 9   | Джек Кроуфорд       | 1-4   |
| Hitech Grand Prix     | 10  | Ісак Хаджар         | 1-4   |
| DAMS                  | 11  | Аюму Іваса          | 1-4   |
| DAMS                  | 12  | Артур Леклер        | 1-4   |
| Virtuosi Racing       | 14  | Джек Дуен           | 1-4   |
| Virtuosi Racing       | 15  | Аморі Корділл       | 1-4   |
| PHM Racing by Charouz | 16  | Рой Ніссані         | 1-4   |
| PHM Racing by Charouz | 17  | Бред Бенавідес      | 1-4   |
| Trident Racing        | 20  | Роман Штанек        | 1-4   |
| Trident Racing        | 21  | Клемент Новалак     | 1-4   |
| Van Amersfoort Racing | 22  | Річард Версхор      | 1-4   |
| Van Amersfoort Racing | 23  | Хуан Мануель Корреа | 1-4   |
| Campos Racing         | 24  | Куш Мейні           | 1-4   |
| Campos Racing         | 25  | Ральф Бошунг        | 1-4   |

### Зміни в командах
Німецька команда Формули-4 PHM Racing взяла на себе участь у чемпіонаті та активи Charouz Racing System наприкінці сезону 2022, а також співпрацюватиме з чеською командою, виступаючи під назвою PHM Racing by Charouz.

### Зміни у складах команд
Чемпіон минулого сезону Формули-2, Феліпе Другович, залишив автогоночну серію. Замість нього за MP Motorsport виступатиме норвежець Денніс Хаугер, який посів 10-те місце у своєму дебютному сезоні.
Логан Сарджент, колишній пілот Carlin, перейшов до команди Формули-1 (Вільямс). Його партнер по команді, Ліам Ловсон, братиме участь у Супер-Формулі за Team Mugen.
Маркус Армстронг, колишній пілот Hitech Grand Prix, залишив Формулу-2 після трьох проведених у ній сезонів. Він перейшов до серії IndyCar.
Замість Денніса Хаугера за Prema Racing виступатиме Олівер Берман, член перегонової академії Феррарі. Його партнером по команді стане Фредерік Весті.
DAMS підписала Артура Леклера, члена перегонової академії Феррарі та колишнього пілота Формули-3.
Аморі Корділл замінить Маріно Сато, колишнього пілота Virtuosi Racing.
Нова команда Формули-2, PHM Racing by Charouz, замінила усіх пілотів чеської команди. Замість Енцо Фіттіпальді виступатиме Рой Ніссані, а замість Джема Болукбаші — Бред Бенавідес.
Клемент Новалак перейшов до команди Trident Racing.
Куш Мейні, колишній пілот Формули-3, замінить Оллі Колдвелла у Campos Racing.

## Календар
| Етап     | Траса                                 | Спринт       | Гонка        |
| -------- | ------------------------------------- | ------------ | ------------ |
| 1        | Міжнародний автодром Бахрейну, Сахір  | 4 березня    | 5 березня    |
| 2        | Міська траса Джидда, Джидда           | 18 березня   | 19 березня   |
| 3        | Альберт-Парк, Мельбурн                | 1 квітня     | 2 квітня     |
| 4        | Вулична траса Баку, Баку              | 29 квітня    | 30 квітня    |
| 5        | Автодром Енцо та Діно Феррарі, Імола  | 20 травня    | 21 травня    |
| 6        | Міська траса Монте-Карло, Монте-Карло | 27 травня    | 28 травня    |
| 7        | Каталунья, Барселона                  | 3 червня     | 4 червня     |
| 8        | Ред Бул Ринг, Шпільберг               | 1 липня      | 2 липня      |
| 9        | Автодром Сільверстоун, Сільверстоун   | 8 липня      | 9 липня      |
| 10       | Хунгароринг, Будапешт                 | 22 липня     | 23 липня     |
| 11       | Спа-Франкоршам, Спа                   | 29 липня     | 30 липня     |
| 12       | Траса Зандвоорт, Зандтворт            | 26 серпня    | 27 серпня    |
| 13       | Автодром Монца, Монца                 | 2 вересня    | 3 вересня    |
| 14       | Яс-Марина, Абу-Дабі                   | 25 листопада | 26 листопада |
| Джерело: |                                       |              |              |

## Результати та положення в заліках

### Раунди
| Раунд | Раунд | Траса                          | Поул-позиція   | Найшвидше коло | Переможець     | Конструктор    | Звіт |
| ----- | ----- | ------------------------------ | -------------- | -------------- | -------------- | -------------- | ---- |
| 1     | С     | Міжнародний автодром Бахрейну  | Ральф Бошунг   | Олівер Берман  | Ральф Бошунг   | Campos Racing  | Звіт |
| 1     | Г     | Міжнародний автодром Бахрейну  | Тео Пуршер     | Річард Версхор | Тео Пуршер     | ART Grand Prix | Звіт |
| 2     | С     | Міська траса Джидда            | Джек Кроуфорд  | Віктор Мартен  | Аюму Іваса     | DAMS           | Звіт |
| 2     | Г     | Міська траса Джидда            | Віктор Мартен  | Артур Леклер   | Фредерік Весті | Prema Racing   | Звіт |
| 3     | С     | Альберт-Парк                   | Денніс Хаугер  | Денніс Хаугер  | Денніс Хаугер  | MP Motorsport  | Звіт |
| 3     | Г     | Альберт-Парк                   | Аюму Іваса     | Фредерік Весті | Аюму Іваса     | DAMS           | Звіт |
| 4     | С     | Вулична траса Баку             | Річард Версхор | Олівер Берман  | Олівер Берман  | Prema Racing   | Звіт |
| 4     | Г     | Вулична траса Баку             | Олівер Берман  | Ісак Хаджар    | Олівер Берман  | Prema Racing   | Звіт |
| 5     | С     | Автодром Енцо та Діно Феррарі, |                |                |                |                | Звіт |
| 5     | Г     | Автодром Енцо та Діно Феррарі, |                |                |                |                | Звіт |
| 6     | С     | Міська траса Монте-Карло       |                |                |                |                | Звіт |
| 6     | Г     | Міська траса Монте-Карло       |                |                |                |                | Звіт |
| 7     | С     | Каталунья                      |                |                |                |                | Звіт |
| 7     | Г     | Каталунья                      |                |                |                |                | Звіт |
| 8     | С     | Ред Бул Ринг                   |                |                |                |                | Звіт |
| 8     | Г     | Ред Бул Ринг                   |                |                |                |                | Звіт |
| 9     | С     | Автодром Сільверстоун          |                |                |                |                | Звіт |
| 9     | Г     | Автодром Сільверстоун          |                |                |                |                | Звіт |
| 10    | С     | Хунгароринг                    |                |                |                |                | Звіт |
| 10    | Г     | Хунгароринг                    |                |                |                |                | Звіт |
| 11    | С     | Спа-Франкоршам                 |                |                |                |                | Звіт |
| 11    | Г     | Спа-Франкоршам                 |                |                |                |                | Звіт |
| 12    | С     | Траса Зандвоорт                |                |                |                |                | Звіт |
| 12    | Г     | Траса Зандвоорт                |                |                |                |                | Звіт |
| 13    | С     | Автодром Монца                 |                |                |                |                | Звіт |
| 13    | Г     | Автодром Монца                 |                |                |                |                | Звіт |
| 14    | С     | Яс-Марина                      |                |                |                |                | Звіт |
| 14    | Г     | Яс-Марина                      |                |                |                |                | Звіт |